# Sergey Erenburg
Sergey Erenburg (russisch Сергей Владимирович Эренбург; * 27. Januar 1983 in Bijsk) ist ein israelischer Schachspieler.
Die israelische Einzelmeisterschaft konnte er 2004 gewinnen. Außerdem spielte er bei der Mannschaftsweltmeisterschaft 2005 in Beʾer Scheva.
Beim Schach-Weltpokal 2005 in Chanty-Mansijsk schlug er in der ersten Runde Swiad Isoria und scheiterte in der zweiten Runde an Konstantin Sakajew.
In Deutschland spielte er für die Sportfreunde Katernberg (2005/06 und 2006/07), in der österreichischen Bundesliga in der Saison 2006/07 für den SK Baden und in der United States Chess League (USCL) von 2007 bis 2010 für die Baltimore Kingfishers sowie 2011 und 2012 für die Philadelphia Inventors. In der USCL belegte er 2008 den dritten Platz in der Kategorie „Most Valuable Player“ (MVP), den zweiten Platz in der Kategorie „Game of the Year“ und gehörte dem zweiten All Star Team an. 2010 wurde er zweitbester MVP, 2012 gehörte er dem ersten All Star Team an.
Im Jahre 2002 wurde ihm der Titel Internationaler Meister (IM) verliehen. Der Großmeister-Titel (GM) wurde ihm 2003 verliehen.
| Die zur Anzeige dieser Grafik verwendete Erweiterung wurde dauerhaft deaktiviert. Wir arbeiten aktuell daran, diese und weitere betroffene Grafiken auf ein neues Format umzustellen. (Mehr dazu) |